# Carol Holloway
Carol Holloway (30 de abril de 1892 – 3 de enero de 1979) fue una actriz estadounidense que trabajó en películas mudas. Apareció en más de 110 películas entre 1914 y 1941. Nació en Williamstown, Massachusetts y murió en California.

## Filmografía parcial
- A Gentleman of Leisure (1915)
- The Fighting Trail (1917)
- 'If Only' Jim (1920)
- Dangerous Love (1920)
- Two Moons (1920)
- The Saphead (1920)
- The Sea Lion (1921)
- Trailin' (1921)
- Rich Men's Wives (1922)
- Up and Going (1922)
- Cordelia the Magnificent (1923)
- Gossip (1923)
- The Ramblin' Kid (1923)
- Why Women Remarry (1923)
- The Love Pirate (1923)
- Beau Brummel (1924)
- The Rainbow Trail (1925)
- The Shoot 'Em Up Kid (1926) (*historia)
- Jake the Plumber (1927)
- The Cherokee Kid (1927)
- Chicken a La King (1928)
- The Night of Nights (1939) (Sin acreditar)